# Prodissopsalis
Prodissopsalis — вимерлий рід гієнодонтових ссавців родини Hyaenodontidae. Скам'янілості (5 колекцій) знайдено у Франції й Німеччині.